# Ибрагимов, Давуд
Давуд (Дауд) Ибрагимов (азерб. Davud İbrahimov; 1999, Параул, Карабудахкентский район, Дагестан, Россия) — российский и азербайджанский борец вольного стиля кумыкского происхождения.

## Карьера
Является воспитанником параульской спортивной школы занимался у Алавутдина Магомедова и Заура Умаракаева. В начале ноября 2014 года в ДЮСШ им. Сураката Асиятилова в селе Урада Шамильского района занял 3 место на первенстве Дагестана среди юношей 1998—1999 года рождения. С 2017 года выступает за сборную Азербайджана. В июле 2017 года в Сараево на кадетском чемпионате Европы занял 5 место. 
В сентябре 2017 года в Афинах в финале кадетского чемпионата мира уступил американцу Вильясу Франсису Левану. В марте 2019 года в сербском Нови-Саде завоевал бронзовую медаль чемпионата Европы среди молодёжи U23. 
В августе 2019 года в Хасавюрте победил на открытом всероссийский турнир по вольной борьбе «Дружба — мир Кавказу». В октябре 2019 года на чемпионате мира среди молодежи до 23 лет в Будапеште стал бронзовым призёром. В декабре 2021 года победил на чемпионате Азербайджана.

## Спортивные результаты
- Чемпионат Европы по борьбе среди кадетов 2017 — 5;
- Чемпионат мира по борьбе среди кадетов 2017 — ;
- Чемпионат Европы по борьбе среди молодёжи U23 2019 — ;
- Чемпионат мира по борьбе среди молодёжи U23 2019 — ;
- Чемпионат Азербайджана по вольной борьбе 2021 — ;